# Palazzo Doria-Danovaro
Il palazzo Doria-Danovaro è un edificio storico italiano, sito in salita San Matteo 19, nel centro storico di Genova. È uno dei Palazzi dei Rolli che furono designati, al tempo della Repubblica di Genova, a ospitare gli ospiti di alto rango durante le visite di stato per conto del governo genovese.

## Storia e descrizione
Presente in tutti i rolli come appartenente alla famiglia Doria, il palazzo era annoverato tra quelli più prestigiosi e rimase nella proprietà di questo casato sino al XIX secolo, quando passò ai Danovaro. Ubicato in prossimità della chiesa gentilizia dei Doria, nacque nel XVI secolo dall'aggregazione di più case medievali preesistenti.
Seppure di chiaro impianto cinquecentesco, nella cadenza dei piani, l'atrio e l'ampio scalone, presenta modifiche successive del prospetto principale.
Il portale, con sopraporta raffigurante San Giorgio e il drago, è copia dell'originale (fine XV secolo), trafugato agli inizi del Novecento. Ha forme ornamentali riprese dal portale di palazzo Giorgio Doria, posto nella piazza stessa, ma l'inserimento di una fascia decorativa esterna tra la cornice e il sovraporta riduce lo stile d'ispirazione gaginesca dei due elementi.
Sui prospetti principali del palazzo emergono tracce risalenti al XIII secolo del rivestimento bicromo e di due portici, l'uno con pilastro ottagonale e arme Doria, l'altro con conci di pietra trattati a bugnato.
Il secondo accesso all'edificio su salita del Fondaco e la relativa scala nacquero nel XIX secolo per adibire a scuola parte del palazzo. Questo fu anche il periodo in cui vi ebbe sede la biblioteca dei Padri Missionari Urbani di San Carlo.
Successivamente fu adibito a uffici e abitazioni.

## Galleria d'immagini

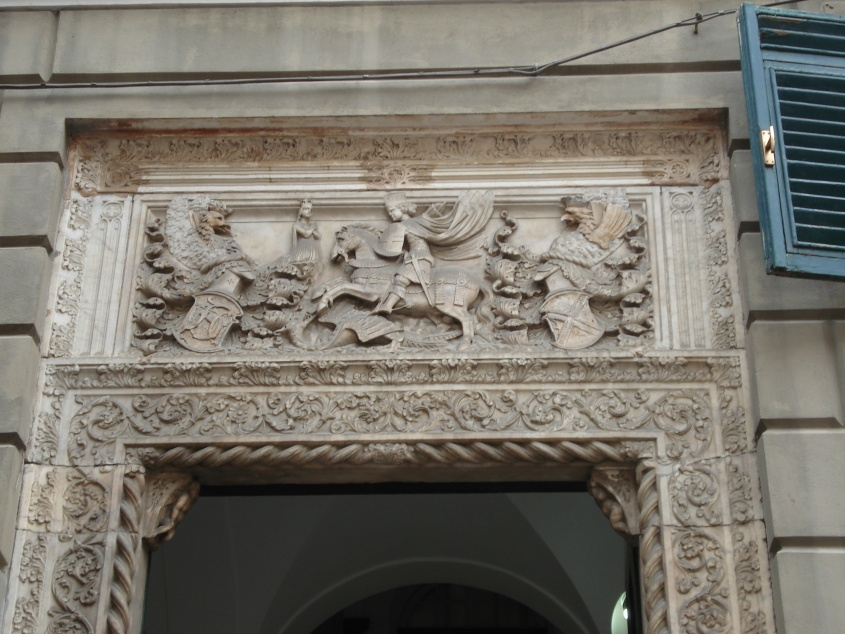
Particolare del sopraporta